# Liste von Jazzmusikern/G
| Abk.  | Instrument           |
| ----- | -------------------- |
| acc   | Akkordeon            |
| acl   | Altklarinette        |
| afl   | Altflöte             |
| arr   | Arrangement          |
| as    | Altsaxophon          |
| b     | Bass                 |
| bar   | Baritonsaxophon      |
| bcl   | Bassklarinette       |
| bjo   | Banjo                |
| bl    | Bandleader           |
| bo    | Bongo                |
| bs    | Basssaxophon         |
| cl    | Klarinette           |
| clo   | Cello                |
| comp  | Komponist            |
| cond  | Dirigent             |
| cor   | Kornett              |
| dr    | Schlagzeug           |
| eh    | Englischhorn         |
| ep    | Elektronisches Piano |
| fg    | Fagott               |
| fl    | Flöte                |
| flh   | Flügelhorn           |
| frh   | Frenchhorn           |
| gisy  | Gitarrensynthesizer  |
| git   | Gitarre              |
| gl    | Glockenspiel         |
| har   | Mundharmonika        |
| harp  | Harfe                |
| kb    | Kontrabass           |
| keyb  | Keyboard             |
| lyra  | Lyra                 |
| mando | Mandoline            |
| mar   | Marimba              |
| obo   | Oboe                 |
| org   | Orgel                |
| p     | Piano                |
| perc  | Perkussion           |
| picb  | Piccolobass          |
| pictp | Piccolotrompete      |
| reeds | Holzblasinstrumente  |
| sax   | Saxophon             |
| ss    | Sopransaxophon       |
| syn   | Synthesizer          |
| tb    | Tuba                 |
| th    | Tenorhorn            |
| tp    | Trompete             |
| trb   | Posaune              |
| ts    | Tenorsaxophon        |
| tt    | Turntables           |
| vib   | Vibraphon            |
| viola | Viola                |
| vl    | Violine              |
| voc   | Gesang               |

Diese Liste ist eine Unterseite der Liste von Jazzmusikern.

## Ga – Gc
- Hein van der Gaag p, comp
- Denis Gäbel ts, ss, comp
- Tom Gaebel voc, tbn
- George Gaber dr
- Taber Gable p
- Steve Gadd dr
- Christopher Gaddy p
- Anna Gadt voc
- Lukas Gabrič ts
- Julius Gabriel bar, ss, ts, sax
- Al Gafa git
- Ali Gaggl voc, comp
- Jo Gagliardi tp
- Frank Gagliardi dr, cond
- William Gagliardi as, ts, ss
- Hervé Gaguenetti git
- Ritary Gaguenetti git
- Sebastian Gahler p, ep, org, comp, bl
- Anders Gahnold as
- Henning Gailing kb, bg
- Slim Gaillard git, voc, p
- Charlie Gaines tp
- Don Gais p
- Wjatscheslaw Gaiworonski tp
- Drago Gajo dr
- Paulo Galão ts
- Barry Galbraith git
- Eddie Gale tp
- Jack Gale trb
- Warren Gale Jr. tp, flh
- Ricardo Galeazzi kb
- Ivars Galenieks kb
- Larry Gales kb
- Inma Galiot kb, comp
- William Galison har, git, comp
- Chris Gall p, comp
- Jessica Gall voc, comp
- Peter Gall dr, comp
- Stéphane Galland dr
- Louis Gallaud p
- Richard Galliano acc, p, key, trb
- Pete Gallio ts, fl
- Danilo Gallo kb
- Ray Gallon p
- Charles Galloway git, bl
- Hal Galper p
- Lula Galvão git, arr
- Elliot Galvin p, syn, acc, kalimba, stylophon, melodica, comp
- Asher Gamedze dr
- Frank Gambale git
- Salman Gambarov p, comp
- Freddie Gambrell p, tp, viol, kb, git, tb
- Wjatscheslaw Ganelin p, syn, perc
- Allan Ganley dr
- Pauline Ganty voc, comp
- Georgi Garanian as, comp, cond
- Attila Garay p
- Jan Garbarek ts
- Jan Garber vln, bl
- Maciej Garbowski b, comp
- Jacob Garchik trb
- Alexandra Gerhard García dr, perc, comp, arr
- Benjamin Garcia b, comp
- Daniel García Diego p, keyb, comp
- Dick Garcia git
- Louis King Garcia tp
- Mondine Garcia git
- Ninine Garcia git
- Nono García git
- Nubya Garcia ts, fl, arr, comp
- Rob Garcia dr
- Russell Garcia arr, tp
- Victor Garcia tp, flhn, arr
- Lionel Garcin sax, tp
- Alicia Gardener-Trejo bar, bcl
- Amanda Gardier as, cl, fl
- Paula Gardiner kb, fl, git
- Burgess Gardner tp
- Derrick Gardner tp, flhn
- Freddy Gardner sax, cl, bl
- Herb Gardner trb
- Jack Gardner p
- Joe Gardner tp, arr
- June Gardner dr, bl
- Otto Gardner kb
- Vincent Gardner trb
- Laszlo Gardony p, comp
- Lou Gare ts
- Ralph Gari reeds
- Ed Garland b
- Hank Garland git
- Joe Garland ts, bar
- Red Garland p, bl
- Tim Garland ts, ss, bcl
- Tom Garling trb, arr
- Erroll Garner p
- Alvester Garnett dr
- Carlos Garnett ts
- Willie Garnett sax
- Kenny Garrett as, ss, fl
- Christian Garrick vl, viola
- Michael Garrick p
- Matt Garrison ts, bar
- Matthew Garrison kb
- Vivien Garry kb, voc, bl
- George Garzone ts, ss
- Valentín Garvie tp, comp
- Geoff Gascoyne kb
- Szymon Gąsiorek dr
- Victor Gaskin kb
- Giorgio Gaslini p, key, comp, bl
- Adrian Gaspar p, comp
- Lonnie Gasperini org
- Martin Gasselsberger p, comp
- Martin Gasser as, EWI, comp
- Tomasz Gassowski b, comp
- Giacomo Gates voc;
- Manfred Gätjens trb, marimba, arr, comp
- Roberto Gatto dr
- Oliver Gattringer dr
- Pierrejean Gaucher git, comp
- Stephen Gauci ts
- Charly Gaudriot sax, cl
- Jeff Gauthier vl
- Freddie Gavita tp, flhn, arr
- Dean Granros git
- Mateusz Gawęda p, comp
- Julius Gawlik ts, ss, cl, fl
- Ben LaMar Gay cnt, comp, voc
- Charles Gayle ts, ss, bcl, p, viola
- Gregory Gaynair p
- Wilton „Bogey“ Gaynair ts
- Clark Gayton trb
- Sara Gazarek voc
- David Gazarov p, arr, comp

## Ge
- Gianni Gebbia ss, as, bar
- Jens Gebel ep
- Jörg Gebhardt dr, perc, arr, cond
- Martina Gebhardt voc, comp
- Rio Gebhardt p, cond, comp
- Ro Gebhardt git, arr, comp
- Seppe Gebruers p, comp
- Viktorija Gečytė voc
- Jonathan Gee p, voc
- Matthew Gee jr trb
- Oene van Geel viola, vl, perc
- Igor Gehenot keyb, comp
- Flip Gehring vib, p, ts, cl, git, dr
- Uwe Gehring git, arr
- Markus Geiselhart trb, arr
- Gunnar Geisse git, bjo, voc, comp
- Grant Geissman git
- Morty Geist cl, ts
- Tom Gekler trb
- Bill Geldard trb, arr
- Dietrich Geldern sax, cl
- Max Geldray harm, v oc
- Giveton Gelin tp
- Herb Geller as, ts, ss, cl, fl, arr, comp
- Lorraine Geller p
- Victor Gelling kb, e-b
- Ivan Gélugne kb
- Jimmy Gemus fl, cl, ts
- Laia Genc p, comp
- Durul Gence dr
- İlham Gençer p, voc, comp, bl
- Sam Gendel sax, git, electr, voice
- Liam Genockey dr
- Leo Genovese p
- Moncef Genoud p
- Renaud Gensane tp, flh
- Kate Gentile dr, perc, vib
- Michel Gentile fl
- Chuck Gentry bar, cl, fl
- Hollis Gentry sax, prod
- James Genus kb, b
- Camilla George as, sax, comp
- Fatty George alias Franz Pressler cl
- Karl George tp
- Russell George kb, e-b
- André Geraissati git
- Fred Gérard tp
- Michael Gerards kb
- Anatoli Gerassimow sax, fl, arr
- Antonin Gerbal dr, comp
- Siggi Gerhard cl, sax, vl, bl
- Kalli Gerhards b
- Valentin Gerhardus p, laptop, comp
- Max Gerl b, comp
- Rick Germanson p
- Lukas Gernet p, comp
- Ben Gerritsen vib, bl
- Philipp Gerschlauer sax, comp
- Nathan Gershman cel
- Roy Gerson p
- Ben Gerstein trb
- René Gervat ta, ss, cl
- Meddy Gerville p, voc, comp
- George S. Gesslein b-trb
- Ralf Gessler dr
- Stan Getz ts
- Terje Gewelt kb
- Auwi Geyer trb
- Ganesh Geymeier ts, ss

## Gh – Gi
- Tiziana Ghiglioni voc
- Arun Ghosh cl
- Joe Giardullo ss, fl, bcl, cl, ts, as, alto-fl, electronics, talking-drum, comp
- Paul Giallorenzo p
- Maurizio Giammarco ts, fl
- Sandro Giampietro git
- Sandro Gibellini git
- Gerry Gibbs dr
- Michael Gibbs comp, arr, cond, bl, trb, p
- Terry Gibbs vib
- Alain Gibert tp, trb, sax, git, voc, comp, arr
- Andy Gibson, arr, comp, tp
- Banu Gibson voc, bjo, lead
- David Gibson trb
- David F. Gibson dr
- Ken Gibson trb, arr
- Onni Gideon kb
- Reinhard Giebel p
- Colin Gieg kb
- Les Gilbert as, cl
- Gene Gifford git, arr
- Joe Giglio git
- John "Prince" Gilbert sax
- Zoë Gilby voc
- S. Gilev dr, comp
- Lafayette Gilchrist p
- Rusty Gilder kb, tp
- Jerry Gilgor dr
- Jarrett Gilgore as
- Marshall Gilkes tp
- John Gill, bjo, voc
- Paul Gill kb
- Sebastian Gille ts, ss
- Behn Gillece vib
- Tim Giles dr
- Behn Gillece vib
- Dana Gillespie voc
- Dizzy Gillespie tp
- Frank Gillis p
- Andy Gillmann dr
- William ‚Jazz‘ Gillum voc
- Buddy Gilmore dr
- David Gilmore git
- John Gilmore ts, cl
- Marcus Gilmore dr
- Rocío Giménez López p
- Uri Gincel p, synt, comp
- Sébastien Giniaux git, vln
- Lennart Ginman b
- Felix Giobbe kb
- Bob Gioga bar, ts, cl, kb, fg
- Topo Gioia perc
- Vince Giordano, tb, sax, kb
- George Girard, tp, voc
- Pat Giraud p, org
- Pedro Giraudo kb, arr, comp, cond
- Anne Marie Giørtz voc, bl
- Bendik Giske ts, comp
- Dave Gisler git, comp
- Fabian Gisler kb, comp
- Egberto Gismonti git, p, comp
- Aart Gisolf ts, ss
- Elias Gistelinck tp, flh, comp
- Jimmy Giuffre ts
- Marcello Giuliani b, comp
- Rosario Giuliani as
- Daniel Givone git, comp
- Jean-Claude Givone b, dr
- Pablo Giw tp

## Gj – Gn
- Dragan Gjakonovski-Špato arr, cond, comp
- Martin Gjakonovski kb
- Siri Gjære voc, cond
- Svein Gjermundrød tp, flhn
- Frode Gjerstad as, ts, cl
- Ole Amund Gjersvik kb
- Don Gladstone kb
- Ingmar Glanzelius as, cl
- Rainer Glas kb
- John Glasel tp
- Péter Glaser b
- Robert Glasper p, key, comp
- Greg Glassman tp
- Daniel Glatzel ts, cl, bcl, comp, arr
- Eberhard Glauner tp, cor, voc, bl
- Gaspard Glaus p, comp
- Tony Glausi tp
- Dieter Glawischnig p, cond, comp
- Hans Glawischnig kb
- Karolina Glazer voc, comp, arr
- Sergej Gleithmann org, sax
- Lloyd Glenn git
- Tyree Glenn trb
- Tyree Glenn junior sax, voc
- Beverly Glenn-Copeland voc, keyb
- Ernst Glerum kb
- Roby Glod as, ss
- Reinhard Glöder kb, arr, cond
- Silvije Glojnarić dr, comp, arr
- Jack Glottman p
- Frank Glover cl, sax, comp
- Nicole Glover ts, comp
- Lew Gluckin tp, arr
- Ilja Glusgal dr, voc
- Lud Gluskin bl, dr
- Irek Głyk vib, dr, perc
- Kinga Głyk eb, comp
- Matthias Gmelin dr, comp
- Steve Gnitka git

## Go
- Dieter Goal ts, harm
- Günter Gocht tp, tbn
- Joachim Gocht as, arr, comp
- Michel Godard tb, serpent, bg
- Mikael Godée ss, fl, comp
- Marc Godfroid tbn, tp, tb
- Poul Godske p, vib, sax
- Gene Goe tp
- Matthias Goebel vib, dr, perc, comp
- Heinz-Erich Gödecke trb
- Mark Godfrey kb
- Kerem Görsev p, comp
- Kris Goessens p
- Mathias Götz tbn, comp
- Tom Götze b
- Reggie Goff ts, cl, arr, voc
- Lincoln Goines b
- Victor Goines sax, cl
- Filippa Gojo voc, kalimba, shruti-box, comp
- Benny Golbin as
- Jared Gold org
- Harry Gold ts, bs, cl, arr, comp
- Laurie Gold ts, cl, arr
- Sanford Gold p
- Aaron Goldberg p
- Ben Goldberg cl, bcl
- Joe Goldberg as, cl
- Jonathan Goldberger git
- Don Goldie tp, flhn
- Binker Golding ts
- Larry Goldings org, p, acc
- John Goldsby kb
- Judith Goldbach kb, comp
- John Goldsmith dr
- Gil Goldstein syn
- Christopher „Black Happy“ Goldston, dr
- Vinny Golia ss, bl
- Alfredo Golino dr
- Ruth Goller b, voc, comp
- Phillip Golub p, comp
- Yuri Goloubev kb
- Vitaly Golovnev tp
- David Semjonowitsch Goloschekin ts, flh, p, git, dr
- Benny Golson ts, comp, bl
- Christian von der Goltz p, arr, comp
- Eddie Gomez kb
- Henrique Gomide p, acc, comp
- Adel Gonzáles Gómez perc
- János Gonda p
- Nat Gonella tp, voc
- Lwanda Gogwana tp, comp
- Braz Gonsalves ts, ss, cl, comp
- Paul Gonsalves ts
- Virgil Gonsalves bar
- Sylvain Gontard tp, flh, voc, comp
- Babs Gonzales voc
- Ruben Gonzales p
- Andy Gonzalez kb
- Benito Gonzalez p
- Carlos González dr, comp
- Dayramir González p, comp
- Dennis González tp, flh
- Jerry Gonzalez tp, flh, perc
- Ramíro González sax
- Leo Gooden voc, bl
- Matthew Goodheart p
- Big Boy (Frank) Goodie tp, cl, ts
- Sally Gooding voc
- Alex Goodman git, comp
- Benny Goodman cl, bl
- Geoff Goodman git, mando, bjo, comp, bl
- Harry Goodman kb, tu
- Mick Goodrick git
- Torsten Goods git, voc
- Richie Goods kb
- Gordon Goodwin as
- Henry Clay Goodwin tp
- Charles K. Goold dr
- Charles „Ned“ Goold ts, as
- Kadri Gopalnath as
- Alan Goraguer p
- Bob Gordon bar
- Bobby Gordon cl, voc
- Deschanel Gordon p, org, comp
- Dexter Gordon ts
- Frank Gordon tp
- Joe Gordon tp
- Jon Gordon as, ss, comp
- Justin Gordon sax, cl, fl, fg
- Wycliffe Gordon trb, voc
- Michele Gori fl, piccolo, a-fl, bass-fl, comp
- Nico Gori cl
- Andrej Gorin tp
- Mike Gorman p
- Miff Görling trb
- Zilas Görling ts
- Steve Gorn fl, Bansuri
- Liz Gorrill p, voc
- Arun Ghosh l, harmonium
- Arkadijus Gotesmanas perc
- Yoshiko Gotō voc
- Tommy Gott cor, tp
- Ayelet Rose Gottlieb voc
- Danny Gottlieb dr
- Gordon Gottlieb perc
- Norbert Gottschalk tp, voc, git
- Dan Gottshall trb
- Clemens Gottwald trb, b-trb, voc, comp
- Scotty Gottwald dr, perc
- Simon Goubert dr, p, comp
- Pierre-Alain Goualch p, comp
- André Goudbeek as, bcl, comp
- Frank Goudie cl, voc
- Doudou Gouirand as, comp
- Andrew Gould as
- Jocelyn Gould git
- Victor Gould p
- Calum Gourlay kb
- Jimmy Gourley git
- Claude Gousset trb, arr
- Toon de Gouw tp
- Onno Govaert dr
- Brad Gowans trb
- Dodo Goya kb, comp
- Al Goyens tp, arr, bl
- Dusko Goykovich tp, flh, arr, comp, bl
- Daniel Goyone p, keyb, ep, syn, arr, comp, perc, clavinet, harmonium
- László Gőz trb

## Gra
- Bo van de Graaf as, p, ss, ts, arr, comp
- John Graas frh, arr
- David Grabowski git, bjo, voc, comp
- Paul Grabowsky p, syn, comp
- Akiko Grace p
- Teddy Grace voc
- Thelma Gracen voc
- Herwig Gradischnig sax, bl, comp
- Krzysztof Gradziuk dr
- Kurt Grämiger sax
- Rudolf Graetz tp, arr, comp
- Bob Graf ts
- Haakon Graf p, org, comp
- Klaus Graf as, comp
- Richard Graf git, comp
- Bill Grah vib, p
- Heinz Grah kb
- Billy Graham bar, as
- Kenny Graham sax, p, arr, bl
- Michel Graillier p
- Antoni Gralak tp
- Sebastian Gramss b, clo
- Enrico Granafei harm, git
- Giulio Granati p
- Maria Grand ts, comp
- Murray Grand p, comp
- Jerry Granelli dr, b
- Harold Granowsky dr
- Bruce Grant bar, fl, ob, arr
- Darrell Grant p
- Peter Grant dr
- Tom Grant p, syn
- Jim Grantham ts, ss, fl, comp, bl
- Philipp Gras p, arr
- Stéphane Grappelli vl
- Roger „Toto“ Grasset kb, tu
- John Grassi trb
- Lou Grassi dr
- Alfio Grasso git
- Luigi Grasso as, bar, sax, comp
- Pasquale Grasso git
- Joachim Graswurm tp, flh, arr, comp
- Frank Gratkowski reeds, cl, bcl, comp, bl
- Sven Grau ts, as
- Jørn Grauengaard git
- Joanne Grauer p, ep, syn, comp
- Ronny Graupe git
- Aubra Graves ts
- Cameron Graves keyb, comp
- Mel Graves kb, comp
- Milford Graves dr, perc
- Mickey Gravine trb
- Georg Gräwe p, bl, comp
- Devin Gray dr
- Glen „Spike“ Gray as, bl
- Johnny Gray git
- Johnny Gray ts
- Larry Gray kb
- Mark Gray p, keyb
- Steve Gray p, org, keyb, comp, arr, cond
- Wardell Gray ts

## Grd – Gre
- Gordon Grdina git, oud
- Buddy Greco p, voc, arr
- Bennie Green trb
- Benny Green p
- Charlie Green trb
- Bunky Green as
- Dave Green kb
- Emanuel Green vln
- Grant Green git
- Jesse Green p
- Rodney Green dr
- Tim Green (Pianist) p
- Tim Green (Altsaxophonist) as
- Tim Green (Tenorsaxophonist) ts, fl
- Thurman Green trb, arr
- Urbie Green trb
- Bob Greene p
- Burton Greene p, comp
- Danny Green p, comp
- Freddy Greene git
- George Greene dr, voc
- Hilliard Greene kb
- Jimmy Greene ts, ss, fl
- Haze Greenfield as, ss
- Rowland Greenberg tp, voc
- Charles Greenlee trb
- Phillip Greenlief sax, comp
- Sonny Greenwich g. keyb
- Sonny Greer dr
- Guillermo Gregorio sax, cl
- Kyle Gregory tp, flh, comp
- Hanka Gregušová voc
- Dieter Greifenberg p, syn, comp, arr
- Stan Greig p
- Evan Gregor kb
- Valentin Gregor vl, viola, voc, comp, arr
- Anthony Greminger dr
- Larry Grenadier b
- Phil Grenadier tp
- Georges Grenu sax, fl, cl
- Drew Gress kb, git
- Gilles Grethen git, comp
- Stephen Grew p
- Al Grey trb
- Carola Grey dr, voc
- Carolyn Grey voc
- Sonny Grey tp
- Tony Grey bg

## Gri – Grz
- Brian Grice dr
- Michael Griener dr, voc
- Erwin Grieshaber dr
- Fred Griffen frh
- Chris Griffin tp
- Della Griffin voc, dr
- Dick Griffin trb
- Lyle Griffin trb, voc, bl
- Johnny Griffin ts
- Boyce Griffith ts
- Earl Griffith vib
- Miles Griffith voc
- Rollins Griffith pb, clo
- Juraj Griglák b, kb
- Ricardo Grilli git
- Graciela Grillo Pérez voc, perc
- François Grillot kb
- Alexandra Grimal ts, ss
- Carol Grimes voc, perc
- Henry Grimes kb
- Tiny Grimes git, p, voc
- Thomas Grimmonprez dr
- Raphael Grinage kb, clo
- Joel Grip kb
- Eddie Gripper p
- Danny Grissett p
- Rob Grishkoff frh
- Jürgen Grislawski trb, git, acc, gl, voc
- Peter Gritz dr, perc
- Christian Grobauer dr, electronics
- Wojciech Groborz p, comp
- Brian Groder tp, flhn
- Don Grolnick p, keyb, comp
- Nikolai Gromin git
- Fiona Grond voc
- Lars Groeneveld cl, bcl, sax, comp
- Peter Gröning dr, voc
- Mathilde Grooss Viddal ss, bcl, comp
- Max Grosch vl
- John Gross ts, cl, fl
- Mark Gross as
- Fynn Großmann sax, ob, comp
- Lukas Großmann p, keyb, org
- Mathis Grossmann dr, syn, comp
- Muriel Grossmann as, ss, ts, comp
- Richard Grossman p
- Steve Grossman sax
- Walther Großrubatscher dr
- Marty Grosz g, voc, banj
- David Grottschreiber tb, comp, arr, cond
- Dick Grove bl, arr
- Freddie Gruber dr
- Jo Gruber tb
- Mikesch van Grümmer keyb, ep, p
- Kaspar von Grünigen kb
- Cecilie Grundt ts, ss, as, comp
- George Gruntz p, bl
- Martin Grupp dr, perc
- Dave Grusin p, keyb, comp
- Don Grusin keyb
- Lennart Gruvstedt dr, perc
- Gigi Gryce as, fl
- Ivar Grydeland g, banj
- Ganna Gryniva voc, p, comp
- Janusz Grzywacz p, comp

## Gs – Gz
- Gerhard Gschlößl trb, sousaphon
- Vince Guaraldi p
- Tom Guarna git
- Johnny Guarnieri p
- Sol Gubin dr, perc, vib
- Jakub Gucik clo
- Michael Gudenkauf kb
- Henri Guédon perc, voc, comp, cond
- Jean-Rémy Guédon ts, fl, comp, arr, cond
- Morgan Guerin sax, b-cl, kb, org, dr
- Bernardo Guerra dr
- Giovanni Guidi p, keyb, comp
- Peter Guidi as, ss, fl, afl, bfl, cond, comp
- Ronan Guilfoyle b, comp
- Jean-Luc Guionnet sax
- Mark Guiliana dr
- Claude Guilhot vib
- Raymond Guiot fl, comp
- Friedrich Gulda p
- Wlodek Gulgowski p, ep, moog, arr, comp
- Bob Gullotti dr
- Lars Gullin bar, ts
- Peter Gullin bar, ts
- Fernando Gumbs kb
- Onaje Allan Gumbs p, keyb
- Ulrich Gumpert p, org
- Sipho Gumede b, git, voc
- Tommy Gumina acc
- Henrik Gunde Pedersen p
- Harald Gundhus, ts, fl
- Andreas Gundlach p, keyb, synt, comp
- Johannes Gunkel kb, b, p
- Sunna Gunnlaugs p, comp
- Russell Gunn tp, flh, keyb, perc
- Tilman Günther p
- Sameer Gupta tabal
- Günther Gürsch p, acc, arr, cond
- Trilok Gurtu dr, perc, voc, comp
- Uri Gurvich sax
- Leon Gurvitch p, arr, comp, cond
- Margo Guryan comp, text
- Bob Gusch reeds
- Gérard Guse git, comp
- Mats Gustafsson sax
- Rigmor Gustafsson voc
- Gérard Gustin p, comp, arr, bl, cond
- Stjepko Gut tp, flh
- Andrew Gutauskas bar
- Christian Gutfleisch p, keyb
- Will Guthrie dr
- Knebo Guttenberger voc, git
- Mano Guttenberger git
- Guttorm Guttormsen sax, cl, fl, comp, bl
- Ketil Gutvik git
- Barry Guy kb
- Fred Guy git
- Joe Guy tp
- Alain Guyonnet p, b, git, vibes, fl, dr, arr, comp, cond
- Tommy Gwaltney dr
- Attila Gyárfás dr, comp
- Bálint Gyémánt git, comp
- Caity Gyorgy voc
- Lander Gyselinck dr